# Lo storpio (Ribera)
Lo storpio o il piede storpio (intitolato Il nano prima del suo trasferimento al Louvre) è un dipinto di Jusepe de Ribera realizzato a olio su tela 164 × 92 cm. È conservata al Museo del Louvre di Parigi.
Questo dipinto rappresenta un bambino mendicante storpio alla mano e al piede; regge in mano una stampella e un foglio per chiedere l'elemosina.
Sebbene l'opera mostri l'estrema povertà e disagio del popolo di Napoli agli inizi del XVII secolo, il volto innocente e illuminato da un sincero sorriso richiama la speranza in un futuro migliore. La stessa funzione hanno i colori luminosi (ripresi da Raffaello) e lo sfondo chiaro con ampi sprazzi di sereno.
La prospettiva dal basso dà dignità alla figura.
Questa rappresentazione della povertà e del mondo del popolo basso, il pauperismo ripreso da Carlo Borromeo, non è inconsueta a Napoli, città dalla mentalità aperta, dove l'artista è indipendente e libero da censura. 
Nell'opera si trova inoltre un richiamo alla Controriforma : il messaggio che vuole mandare l'artista è che siamo tutti uguali in quanto figli di Dio.